# 潘海東
潘海東（1974年—）是一位中国企业家，互動百科的創建者，现為互动在线（北京）科技有限公司董事長兼首席执行官，第九屆全國青聯委員和全国青联留学人员联谊会理事。有媒体称他为“中国维基之父”，但實際上潘海東和互動除了言論，並未實質參與包含維基百科在內的維基計畫。

## 生平
1974年出生于四川達州。於1991年進入北京科技大学机械电子系就讀本科。1995年起他在清華大學机械制造系攻讀硕士。1998年他又進入美國波士頓大學系统工程博士課程就讀。2002年畢業後回國。在美留學期間，他還曾任哈佛中国评论共同主席、麻省理工学院人才论坛分会主席等工作。
回國後不久便與友人组建了一家管理咨询公司。2004年他進入了辦公用品網站亞商在綫任首席信息官，第二年便離職準備自己創業。個人創業的最初目標是做本地搜索，但在他人的建議下，他改變方向以維基為主。

### 互動百科
2005年6月潘海東與梅春等在中关村国际孵化园合作創立了互动在线（北京）科技有限公司并任CEO。11月8日互动维客的第一个版本正式上线，之後互動又引入黃頁維基和自行研發的HDwiki，對其進行商業化運作。在運營方式上，潘海東認為中國互聯網的發展是“C2C”（Copy to China）方式，表示支持“拿來主義”，“移植”維基百科到中國。他還聲稱在創新下，互動在技術參數比較中有92項優於維基百科。
2007年一次採訪中潘海東認為中國的Wiki發展仍在早期，并表示互動要靠開源培養市場。同年潘海東公開指責百度百科的侵權行為并稱不排除訴諸法律。
2008年潘海東主張SaaS模式、开源模式、传统广告模式是三種Wiki未來盈利方式，并認為廣告模式最重要。年底金融海嘯形勢嚴峻的情況下，潘海東打氣表示：「中国维基不会死，是骡子是马，2009年将见分晓」。
在第四届中國互联网站长年会上潘海東自稱互動很低調，又指2009年是中國百科網站發展的「元年」。他還認為維基百科選擇公益模式是迫不得已。就商業WIKI模式，他也承認困難。但也表示了上市的意願。

## 與維基百科的關係
2009年9月15日吉米·威爾士訪問互動，并接受中文商標捐贈。對此有媒體在報導上把兩人各稱為“美國維基之父”和“中國維基之父”。後來的採訪中潘海東則聲稱自己無意成為中國的吉米·威爾士。另在兩人的記者見面會上，潘海東稱他們的關係很好，但在競爭上互動一定勝出。另外潘海東稱雙方還曾討論過接管中文維基百科的事宜，但不便透露。

## 與百度百科及李彥宏的關係
2010年12月20日，潘海東在自己的新浪微博上發表對李彥宏的三封公開信，質疑百度企業文化扼殺互聯網創新。此前互動也曾指責百度侵犯其著作權并發起訴訟。

## 榮譽及其它
- 2006年入选亞傑商會（AAMA）未来科技商业领袖摇篮计划。[15]
- 2009年被北京市委市政府評為“中关村20周年突出贡献个人”。[16]

潘海東還曾在2008年第三届互联网站长年会上獻詩以示愛國。2009年10月1日他亦獲邀出席中华人民共和国成立60周年庆典。